# Teorías de colapso objetivo
Las teorías de colapso objetivo son aquellas teorías físicas que explican el colapso de la función de onda de una superposición de estados en el problema de la medida en la mecánica cuántica suponiendo que se produce un colapso real de la función de onda al estado observado.

## Comparación con otras teorías
Difieren de otras interpretaciones de la mecánica cuántica en que el colapso no es una hipótesis ad hoc introducida para justificar el colapso de la función de onda, o un efecto subjetivo o aparente, sino que sucede realmente (de ahí el término "objetivo") provocado por causas físicas.
Según estas teorías la función de onda colapsa a un estado aunque no se esté observando. El colapso se produce cuando determinado parámetro adquiere cierto valor, y el observador no juega un papel especial en el proceso de medida.
Eso, de manera automática evita las ramas (con los restantes posibles resultados de una medida, no observados) que aparecen en la teoría de los multi-universos o universos paralelos puesto que las que no observamos desaparecen rápidamente.

## Variaciones
En función del mecanismo que produce el colapso objetivo, aparecen distintas teorías:
- Modificación del operador de evolución de la función de onda mediante la introducción de pequeños efectos no lineales, como por ejemplo en la teoría GRW de Ghirardi-Rimini-Weber.

- Adición de un proceso de colapso sin necesidad de cambios en la evolución temporal de la función de onda, como por ejemplo en la interpretación de Penrose, con la toma en cuenta del plegado del espacio tiempo de la relatividad general al aparecer en juego un gravitón. Otro mecanismo podría ser la pérdida de información debida a la temperatura.

## Objeciones
El proceso de colapso propuesto en estas teorías es no-local y aparenta superar la velocidad de la luz. Además, estas teorías acarrean sus propios problemas.
Para evitar el principio de conservación de la energía, se requiere matemáticamente un colapso incompleto, de modo que la función de onda está casi toda contenida en el valor medido pero hay pequeñas "colas" donde intuitivamente la función debería ser cero, pero matemáticamente no lo es. No queda claro cómo interpretar esto todavía. Podría indicar que una pequeña cantidad de materia ha colapsado en algún lugar que la medida no refleja o que con muy poca probabilidad un objeto podría saltar de un estado colapsado a otro. En cualquier caso estas opciones parecen muy poco intuitivas.
Otra objeción, argumentada por Peter Lewis, es que el hecho de que en la teoría GRW no se requiera que los estados mutuamente excluyentes se representen mediante vectores ortogonales puede dar lugar a problemas matemáticos en su aplicación a escala macroscópica.